# Stemonurus umbellatus
Stemonurus umbellatus är en järneksväxtart som beskrevs av Odoardo Beccari. Stemonurus umbellatus ingår i släktet Stemonurus och familjen Stemonuraceae. Inga underarter finns listade i Catalogue of Life.